# Pseudocorixa beameri
Pseudocorixa beameri är en insektsart som först beskrevs av Hungerford 1928.  Pseudocorixa beameri ingår i släktet Pseudocorixa och familjen buksimmare. Inga underarter finns listade i Catalogue of Life.